# Quién te ha visto y quién te ve y sombra de lo que eras
Quien te ha visto y quien te ve y sombra de lo que eras es una obra teatral de Miguel Hernández escrita en 1933, y publicada al año siguiente en la revista Cruz y Raya que dirigía José Bergamín. En ella el poeta y dramaturgo español intenta componer un auto sacramental a imagen y semejanza de los que escribió Calderón de la Barca en el siglo XVII.
Se trata de su primera obra teatral y fue escrita aún en su lugar de origen, Orihuela, aunque revisada y finalizada ya en pleno traslado a Madrid. Miguel Hernández recrea, con mayor extensión, en un auto sacramental calderoniano en tres actos titulados: Estado de las inocencias, Estado de las malas pasiones y Estado del arrepentimiento, el Génesis, la caída en pecado original y la redención del Hombre, que representa por figura alegórica a toda la humanidad. 
- En el primer acto, o Estado de las inocencias, el Hombre-Niño pierde su inocencia debido a la tentación de la Carne, lo que le obliga a ganarse, como los trabajadores campesinos, el pan con su sudor.

- En el segundo, o Estado de las malas pasiones, el hombre conoce la fatiga y la discordia, que lleva al Hombre a asesinar al pastor, en alusión a la historia de Caín y Abel.

- El último acto, o Estado del arrepentimiento, el Hombre acaba redimido con un final en apoteosis de ascensión de su alma al Paraíso.

En la gestación de esta obra influyeron sobremanera su aprendizaje (Miguel Hernández era un joven de 23 años) con el canónigo Luis Almarcha, que más tarde alcanzaría la sede del obispado de León, y su amigo Ramón Sijé, educado en un tradicional ambiente rural y católico. La obra ha sido presentada por parte de la crítica como un auto sacramental laico y no escolástico, donde se amplía la alegoría pura del auto barroco para introducir la emoción y el paisaje, el arraigo a la tierra del campesino. En los autos clásicos todo elemento de la escenografía es abstracto, simbólico, racional y teológico, y nunca lírico, como en la obra hernandiana. La visión lírica acerca del paisaje juega en este moderno auto un papel dramático relevante, como muestra la acotación del primer acto: «El estado de la inocencia: un campo de nata de almendros y nieves». En este rasgo se vislumbra la línea de teatro poético que tan bien cultivaría Lorca.
Las fuentes de Quién te ha visto y quién te ve y sombras de lo que eras remiten a las lecturas de clásicos de la juventud de Miguel Hernández, desde los poemas bíblicos, como el «Cantar de los cantares» pasando por la poesía mística española del Siglo de Oro (el «Cántico espiritual» de San Juan de la Cruz) y el estilo culterano y conceptista de los poetas mayores del barroco, Góngora, Quevedo y claro está, Calderón. Otras influencias posibles pueden ser Angélica de Azorín y El divino impaciente de José María Pemán, y en cuanto a la concepción Mangas y capirotes de José Bergamín.
La obra contrastaba con las corrientes teatrales de su época, en plena Segunda República y además requería de unos extraordinarios medios escenográficos, pues el auto siempre se caracterizó como género por su espectacularidad desde el siglo XVII, en que celebraba ante la multitud popular el sacramento del Corpus Christi. Además requería de un numeroso elenco. Pese a los intentos de representación de la obra que promovió su autor, esta solo fue objeto de estreno como lectura dramatizada a cargo del propio poeta y un primo suyo en el cine Novedades de Orihuela. 
Su estreno en las tablas no llegó hasta el 13 de febrero de 1977, gracias a la labor del grupo de teatro alcoyano La Carátula, que estrenó esta obra en el Teatro Circo de Orihuela.
Sin embargo, el problema mayor de esta obra es, según el gran crítico teatral Francisco Ruiz Ramón (ob. cit. págs. 279-280) que Miguel Hernández en esta su ópera prima teatral intenta recrear el lenguaje barroco y sus contenidos sin adaptarlos al momento en el que escribe, lo que le lleva a un ejercicio retórico y anacrónico condenado al fracaso. La obra está concebida desde una óptica cristiana —la del joven poeta antes de que abrazara el comunismo—, pero sin la precisión conceptual y teológica de los autos de Calderón.